# Pedro Gil Mazo
Pedro Gil Mazo (1960-2003) fue un pintor español nacido en Punta Umbría (Huelva, Andalucía).
Su obra está muy influida por José Caballero, amigo personal del artista, presente en las formas circulares que pueden observarse en muchos de sus cuadros, e incluso en la introducción del nombre de este artista en alguna de sus pinturas.

## Vida y obra
De muy chico recibe clases con la pintora Rosario Moreno. En 1969 se traslada a Sevilla donde continua sus estudios en la Real Academia de Bellas Artes de Santa Isabel de Hungría. Recibe también clases de los pintores Pajuelo y Reina y con los escultores Echegoyan y Vergara Herrera.
Su obra ha sido galardonada con los siguientes premios:
- Segundo Premio de Arte de Huelva en los años 1964 y 1965.
- Carabela de Plata de Punta Umbría en 1965.
- Premio Cartel Colombino en 1971.
- Concurso para la elección del Escudo Municipal de Punta Umbría.
- Premio Cartel del Carnaval de Punta umbría en 1985,86,87,88,89,91,92 y 93.
- Ciudadano del Año en 1991,97 y 2000.
- Segundo Premio Cartrel de Carnaval de Mérida en 1993,1994.
- Distinción Delefacion de Cultura por su aportación al mundo cultural en 1993.
- Premio Onda Punta Radio al Personaje más querido de Punta Umbría en 1994.
- Premio Huelva, Junta de Andalucía 28 de febrero de 2000.
- Distinción 26 de abril de 2001.

Autor de numerosos carteles para las fiestas de verano de Punta Umbría, Carnaval de la Luz (Punta Umbría) Cabalgata de Reyes Magos, Hermandad del Rocío del bajo Llobregat, Hermandad del Rocío de Cornellá, Hermandad del Rocío de Tarragona, Hermandad del Carmen de Punta Umbría así como anagramas para Radio Metropol, Radio Juventud de Andalucía en Cataluña, Pub Bohemios de Bilbao, Asociación de Familiares de Drogodependientes Resurrección, Parroquias del Carmen y Santa María del Mar de Punta Umbría.